# Корпус Императорской армии и флота
Корпус Императорской Армии и Флота (КИАФ) создан 30 апреля 1924 года под руководством Великого Князя Кирилла Владимировича, объявленного в 1922 году Блюстителем Престола, а затем, в 1924 году, Императором. Объединял офицеров Русской Императорской Армии, также служивших в Белой Армии, признававших права Великого Князя Кирилла Владимировича на Престол. Включал с самого начала немалое число флотских чинов, конкурировал с РОВСом, проантантовской ориентации РОВСа не поддерживал.

## Формирование
Был введён устав корпуса, по которому туда брали офицеров получивших чин до 1 марта 1917, или в рядах Белой Армии. Корпус возглавил генерал-лейтенант Обручев Николай Афанасьевич. С 1926 г. в корпус начали принимать нижних чинов. Согласно некоторым утверждениям, в 1928 г. численность корпуса была 15 тысяч человек, однако эта цифра представляется сильно завышенной. Первым командиром Шанхайского русского полка был чин корпуса капитан 1 ранга Фомин Николай Георгиевич. В Корпус брали выпускников военно-училищных курсов за рубежом и Русского военного училища в Харбине, его выпускникам присваивался чин прапорщика. Документальных свидетельств о том, что чины корпуса вели какую-либо деятельность на территории СССР не имеется. Вместе с тем, советские спецслужбы не проводили операций против КИАФ, в отличие от РОВС, каковой считался главным и наиболее опасным в эмиграции противником большевиков.  

## Война
В 1938 г. умер Великий Князь Кирилл Владимирович (Император Кирилл), его место занял его сын, Великий Князь Владимир Кириллович. В 1941 г. ряд чинов КИАФ приняли участие в формировании и вошли в состав Русского Корпуса, где командиром стал чин КИАФ генерал-майор Скородумов Михаил Фёдорович, но он был вскоре арестован гестапо и снят. Несмотря на то, что численно чины КИАФ уступали чинам РОВС, составлявшим (по непроверенным данным) до 80 % всех чинов Русского Корпуса, члены КИАФ занимали в этом воинском формировании ряд важных должностей: «корпусниками» были, в частности, первый командир РК генерал М. Ф. Скородумов, начальник штаба РК, а затем командир его 3-го полка генерал Б. В. Гонтарёв, командир бригады генерал И. К. Кириенко.

## После Войны
Многие чины КИАФ попали в советский плен, большинство из них погибли в лагерях. Из-за массовой эмиграции и перемещения центра тяжести монархической деятельности за океан, были также сформированы округа Корпуса в США (начальник — генерал Г. Д. Ивицкий), в Южной Америке (генерал Н. И. Голощапов) и в Австралии (сперва — Генерального Штаба полковник В. А. Петрушевский, затем — капитан I ранга Н. Г. Фомин). Для пополнения рядов корпуса, туда стали принимать солдат и офицеров РОА, для молодёжи создавали курсы военной подготовки добровольцев КИАФ. Вскоре корпус стал превращаться в ветеранскую организацию и за неимением преемников прекратил активную работу. Последними очагами деятельности КИАФ стали округа в Австралии и США, чья деятельность прослеживается вплоть до 1988 года. В 1992 г. умер Великий Князь Владимир Кириллович, которому присягали чины КИАФ.

## Известные Командиры
- 1924—1929 генерал-лейтенант Обручев Николай Афанасьевич
- 1929—1945 генерал Апухтин Константин Валерианович